# Narek Manasian
Narek Manasian (en armenio: Նարեկ Մանասյան; Abovián, 17 de abril de 1996) es un deportista armenio que compite en boxeo.
Ganó una medalla de bronce en el Campeonato Mundial de Boxeo Aficionado de 2023 y dos medallas en el Campeonato Europeo de Boxeo Aficionado, en los años 2022 y 2024.

## Palmarés internacional
| Campeonato Mundial | Campeonato Mundial   | Campeonato Mundial | Campeonato Mundial |
| Año                | Lugar                | Medalla            | Categoría          |
| ------------------ | -------------------- | ------------------ | ------------------ |
| 2023               | Taskent (Uzbekistán) | Medalla de bronce  | 92 kg              |
| Campeonato Europeo |                      |                    |                    |
| Año                | Lugar                | Medalla            | Categoría          |
| 2022               | Ereván (Armenia)     | Medalla de bronce  | 92 kg              |
| 2024               | Belgrado (Serbia)    | Medalla de plata   | 92 kg              |